# Arnouville
Arnouville là một xã trong vùng hành chính Île-de-France, thuộc tỉnh Val-d'Oise, quận Sarcelles, tổng Villiers-le-Bel. Arnouville nằm trên độ cao trung bình là 75 mét trên mực nước biển, có điểm thấp nhất là 40 mét và điểm cao nhất là 76 mét. Xã có diện tích 2,84 km², dân số vào thời điểm 1999 là 12.291 người; mật độ dân số là 4 người/km².

## Thông tin nhân khẩu
| 1962   | 1968   | 1975   | 1982   | 1990   | 1999   |
| ------ | ------ | ------ | ------ | ------ | ------ |
| 10 227 | 11 114 | 11 085 | 10 530 | 12 223 | 12 291 |

## Các thành phố kết nghĩa
- Miltenberg, Đức